# Scoliacma
Scoliacma is een geslacht van vlinders van de familie spinneruilen (Erebidae), uit de onderfamilie Arctiinae.

## Soorten
- S. albicosta Hampson, 1918
- S. albogrisea Rothschild, 1912
- S. apiciplaga Rothschild, 1913
- S. aroa Bethune-Baker, 1904
- S. asuroides Rothschild, 1916
- S. bicolora Boisduval, 1832
- S. brunnea Druce, 1899
- S. conspersa Rothschild, 1916
- S. flavifrons Rothschild, 1916
- S. fuscescens Rothschild, 1912
- S. fuscofascia Rothschild, 1913
- S. hampsoni Bethune-Baker, 1904
- S. ligneofusca Rothschild, 1912
- S. lophopyga Turner, 1940
- S. minor Rothschild, 1916
- S. ochracea Bethune-Baker, 1910
- S. orthotoma Meyrick, 1886
- S. pactolias Meyrick, 1886
- S. pasteophara Turner, 1940
- S. spilarcha Meyrick, 1886
- S. virginea Bethune-Baker, 1908
- S. xuthopis Hampson, 1914